# تيري كونتز
تيري كونتز (بالإنجليزية: Terry Kuntz)‏ هو مصمم ألعاب أمريكي، ولد في 25 ديسمبر 1953 في فورت أتكينسون في الولايات المتحدة.